# Svensktoppen 1994
Svensktoppen 1994 är en sammanställning av de femton populäraste melodierna på Svensktoppen under 1994.
Populärast var Tommy Nilssons Öppna din dörr. Den fick sammanlagt 7502 poäng under 24 veckor.
Årets Melodifestival hade lite inflytan på årets lista, och inget bidrag placerade sig bland årets femton bästa sånger. Populärast därifrån var trean Stanna hos mig med Cayenne som fick ihop 1301 poäng under 6 veckor.
Populäraste artisterna var Thorleifs och Drifters med Marie Arturén som fick med två låtar var på årssammanfattningen.

## Årets Svensktoppsmelodier 1994
| Nr | Artist                      | Titel                           | Poäng | Antal veckor |
| -- | --------------------------- | ------------------------------- | ----- | ------------ |
| 1  | Tommy Nilsson               | Öppna din dörr                  | 7502  | 24           |
| 2  | Thorleifs                   | Och du tände stjärnorna         | 5762  | 18           |
| 3  | Candela & Jenny             | När du ser på mig               | 5099  | 18           |
| 4  | Nordman                     | Vandraren                       | 4644  | 18           |
| 5  | Lasse Stefanz               | Du försvann som en vind         | 4570  | 16           |
| 6  | Sten & Stanley/Sten Nilsson | Jag ger dig en blomma           | 4530  | 16           |
| 7  | Sven-Ingvars                | Byns enda blondin               | 4428  | 15           |
| 8  | Drifters med Marie Arturén  | Kommer tid, kommer råd          | 4425  | 20           |
| 9  | Thorleifs                   | Ingen får mig att längta som du | 4290  | 17           |
| 10 | Barbados                    | Hold Me                         | 4007  | 11           |
| 11 | Ann-Cathrine Wiklander      | Vänd inte ryggen åt en vän      | 3772  | 13           |
| 12 | Drifters med Marie Arturén  | Än kan jag känna det där        | 3665  | 13           |
| 13 | Arvingarna                  | Räck mej din hand               | 3103  | 16           |
| 14 | Lisa Ekdahl                 | Vem vet                         | 2894  | 10           |
| 15 | Hasse Andersson             | Mina allra bästa minnen         | 2804  | 9            |